# Gia Cát Trường Dân
Gia Cát Trường Dân (chữ Hán: 诸葛长民, ? – 413), còn đọc là Trưởng Dân, người Dương Đô, Lang Gia, nhân vật cuối đời Đông Tấn trong lịch sử Trung Quốc.

## Cuộc đời
Ông có tài kiêm văn võ, nhưng không biết giữ gìn hạnh kiểm, không có tiếng tốt ở quê nhà . Hoàn Huyền nhậm mệnh ông làm Tham quân Bình Tây quân sự, không lâu sau vì tham ô nên bị khiển trách, ngầm oán hận trong lòng. Khi Lưu Dụ thảo phạt Hoàn Huyền, Trường Dân trở giáo giúp Lưu Dụ, nên được phong làm Phụ quốc tướng quân. Sau đó, Trường Dân lại soái quân đánh bại Hoàn Hâm, còn bộ hạ của ông đẩy lui được Mộ Dung Siêu ở Hạ Bi.
Năm 412, khi Lưu Dụ thảo phạt Lưu Nghị, Trường Dân ở lại giữ Kiến Khang, tỏ ra kiêu ngạo, phóng túng, tham lam xa xỉ, làm nhiều việc phạm pháp, khiến trăm họ lo ngại . Sau khi Lưu Nghị bị giết, Trường Dân rất sợ sẽ đến lượt mình, thường nói: Năm ngoái làm mắm Bành Việt, năm nay lại giết Hàn Tín. Tai vạ đến nơi rồi! Em trai Lê Dân khuyên ông tạo phản, Trường Dân do dự không quyết, than rằng: Bần tiện thường lo phú quý, phú quý ắt gặp nguy hiểm. Bây giờ muốn làm một bình dân áo vải, sao mà được nữa!
Trường Dân viết thư cho thứ sử Ký Châu Lưu Kính Tuyên, khuyên ông ta tạo phản. Kính Tuyên khéo léo từ chối, rồi đem việc này báo cho Lưu Dụ, khiến cho quyết tâm giết chết Trường Dân của Dụ càng thêm kiên định.

## Cái chết
Lưu Dụ một mặt kéo dài kỳ hạn trở về, một mặt mệnh cho quân đội trở lại Kiến Khang đợi lệnh. Năm 413, Lưu Dụ ban sư trở về Kiến Khang, gặp Trường Dân, cười nói như ngày thường, mệnh cho người bày tiệc, cả hai cùng ăn uống vui vẻ. Đợi cho Trường Dân đã say, Lưu Dụ sai vệ sĩ bắt giữ, từ phía sau dùng dây thừng xiết chết. Lưu Dụ vẫn ngồi tại chỗ uống rượu, thưởng thức cái chết của Trường Dân.
Sau khi Trường Dân chết, Lưu Dụ lập tức phái người đi giết anh em của ông. Em trai lớn của Trường Dân là Phụ quốc tướng quân Gia Cát Lê Dân, vốn kiêu dũng, chống cự mà chết . Em trai nhỏ Tư mã tham quân Gia Cát Ấu Dân trốn vào núi sâu, bị người cáo giác, bị bắt về chém chết.